# Rock Steady/Oh Me Oh My (I'm A Fool For You Baby)
Rock Steady/Oh Me Oh My (I'm A Fool For You Baby) è un singolo di Aretha Franklin pubblicato nel 1971.

## Descrizione
Entrambi i brani sono estratti dall'album Young, Gifted and Black.
Il singolo raggiunse la nona posizione della Billboard Hot 100 e la seconda della classifica Hot Black Singles. 

## Tracce
1. Rock Steady
2. Oh Me Oh My (I'm A Fool For You Baby)

## Classifiche
| Classifica (1968)                | Posizione più alta |
| -------------------------------- | ------------------ |
| U.S. Billboard Hot 100           | 9                  |
| U.S. Billboard Hot Black Singles | 2                  |